# The Heartbreak Kid (pel·lícula de 2007)
The Heartbreak Kid és una pel·lícula estatunidenca de comèdia romàntica del 2007 dirigida per Bobby i Peter Farrelly. És protagonitzada per Ben Stiller i Malin Åkerman i és un remake de la pel·lícula homònima del 1972.

## Argument
Un home (Eddie) coneix una dona (Laila) que creu que és qui s'estima de debò. Decideixen casar-se i, de nit de noces, s'adona de la histèrica personalitat de la seva dona. Més endavant coneix una altra dona (Miranda) i descobreix que no estima de debò la seva dona, sinó la Miranda. Quan ella s'adona que ell estava coquetejant amb la Miranda estant casat, s'enfada i se'n va. Ell va a buscar-la, i quan arriba a casa seva per aclarir les coses, s'adona que està casada des de fa dues setmanes, i ella el rebutja. Divuit mesos després, ell obre un negoci a la platja, i es retroba amb la Miranda, que va anar a veure'l, i li diu que s'havia separat, i queden en retrobar-se al vespre. Després, apareix la nova dona de l'Eddie, i queden per sortir a sopar.